# Stephen Seymor Butler
Stephen Seymor Butler, britanski general, * 1880, † 1964.